# ケルソー (ワシントン州)
ケルソー（Kelso）は、アメリカ合衆国ワシントン州のカウリッツ郡にある都市。郡庁が立地している。人口は1万2720人（2020年）。

## 地理・気候
北緯46度8分31秒、西経122度54分22秒に位置している。
アメリカ合衆国統計局によると、総面積21.7 km2 (8.4 mi2) である。このうち20.9 km2 (8.1 mi2) が陸地であり、0.7 km2 (0.3 mi2) が水地である。
- 山:
- 河川:
- その他:

## 人口
2000年の国勢調査では、人口11,895人、4,616世帯、2,991家族が暮らしている。人口密度は568.4/km2 (1,471.6/mi2) である。242.1/km2 (626.9/mi2) の平均的な密度に5,067軒の住宅が建っている。この都市の人種的な構成は白人90.14%、アフリカン・アメリカン0.82%、ネイティブ・アメリカン2.05%、アジア0.94%、太平洋諸島系0.21%、その他の人種3.12%、混血2.72%である。この人口の6.93%はヒスパニックまたはラテン系である。
全世帯のうち、18歳未満の子供と同居している世帯が3.6%、夫婦のみの世帯が43.0%、未婚女性の世帯が15.9%であり、35.2%は家族を持たない。個人名義の世帯主が28.3%、そのうち65歳以上が10.5%である。世帯ごとの平均人数は2.52人、家族ごとの平均人数は3.05人である。
18歳未満の未成年が28.3%、18歳以上24歳以下が10.5%、25歳以上44歳以下が29.0%、45歳以上64歳以下が19.8%、65歳以上が12.3%、平均年齢は33歳である。女性100人に対して男性は99.6人である。18歳以上の女性100人に対して男性は98.8人である。
この都市の世帯ごとの平均的な収入は29,722 USドルであり、家族ごとの平均的な収入は36,784. USドルである。男性は36,271 USドルに対して女性は23,750 USドルの平均的な収入がある。この都市の一人当たりの収入 (per capita income) は15,162 USドルである。人口の16.4%及び家族の19.8%の収入は貧困線以下である。全人口のうち18歳未満の25.1%及び65歳以上の11.2%は貧困線以下の生活を送っている。